# Apòsit
Un apòsit és un producte sanitari (com pot ser una gasa estèril o una compresa) que s'aplica a una ferida o a una úlcera per promoure la curació (o prevenir el seu empitjorament). Un apòsit està dissenyat per estar en contacte directe amb la ferida, a diferència d'un embenat, que amb més freqüència s'utilitza per mantenir un apòsit al seu lloc.

## Funció
Un apòsit ideal hauria de:
- Oferir una protecció mecànica.
- Facilitar l'eliminació de l'exsudat i del teixit necròtic.
- Afavorir la cicatrització (mantenint un ambient humit)
- Actuar com a barrera davant els microorganismes (mantenint un pH àcid).
- Permetre l'intercanvi gasós (però no de líquids).
- No ser tòxic ni al·lergènic.
- Desprendre's fàcilment (sense deixar partícules estranyes en les ferides).

## Tipus
| Simples   |             | Gasa estèril, tiretes                       | |
| Combinats | No adhesius | Cotó i polièster                            | Melolin® |
| Combinats | No adhesius | Cotó i polipropilè                          | Apodrex® |
| Combinats | Adhesius    | Suport de poliuretà                         | Biofilm®, Askina®, Bioclusive®, Epiview®, Hydrofilm®, KZI Drape®, Opsite®, Suprasorb film®, Tegaderm®                                                                             |
| Combinats | Impregnats  | Parafina i vaselina                         | Linitul® |
| Combinats | Impregnats  | Silicona                                    | Mepitel® |
| Combinats | Impregnats  | Vaselina                                    | Unitul® |
| Actius    | Laminars    | Alginats                                    | Algisite®, Algisite M®, Algosteril®, Askina Sorbsan®, Curasorb®, Kaltostat®, Melgisorb®, Seasorb Soft®, Sorbalgon®, Suprasorb®, Tegaderm Alginate®, Tegagen®, Trionic®, Urgosorb® |
| Actius    | Laminars    | amb Carbó activat                           | Askina Carbosorb® |
| Actius    | Laminars    | amb Carbó activat i plata                   | Actisorb Plus® |
| Actius    | Laminars    | Col·lagen                                   | Catrix®, Promogram® |
| Actius    | Laminars    | Gelatina, escumes de                        | Gelfilm®, Gelfoam® |
| Actius    | Laminars    | Hidrogels                                   | Geliperm Húmedo®, Hydrosorb®, Hydrosorb Comfort®, IntraSite Conformable®, Tenderwet®                                                                                              |
| Actius    | Laminars    | Hidrocol·loide                              | Algoplaque®, Askina biofilm transparente®, Comfeel®, Hydrocoll®, Suprasorb H Fino®, Sureskin II Thin®, TegadermHidro Thin®, Tegasorb Thin®, Varihesive Extrafino®                 |
| Actius    | Laminars    | Hidrocol·loide, fibra                       | Aquacel® |
| Actius    | Laminars    | amb Plata                                   | Acticoat®, Acticoat Flex®, Allevyn Ag Adhesivo®, Aquacel Ag®, Argencoat®, Atrauman Ag®, UrgoCell Ag Silver®                                                                       |
| Actius    | Laminars    | Poliuretà, gels de                          | Allevyn Plus Cavity®, Allevyn Thin® |
| Actius    | Laminars    | Poliuretà, escumes de                       | Lyofoam Max®, Mepilex® |
| Actius    | No laminars | Dextranòmers (grànuls)                      | Debrisan® |
| Actius    | No laminars | Hidrocol·loides (grànuls, pols, semisòlids) | Askina gel®, Comfeel®, Hydromed®, Suprasorb®, Ulcuflex®, Varihesive gel control®                                                                                                  |
| Actius    | No laminars | Hidrogels (semisòlids)                      | Aquaform®, Geliperm Granulado®, Hypergel®, IntraSite Gel®, Normlgel®, Purilon gel®, Tegaderm hydrogel®, Varihesive hidrogel®                                                      |
| Actius    | No laminars | Hidrogel amb alginat (semisòlid)            | Nu-gel® |
| Actius    | No laminars | Hidrogel amb hidrocol·loide (semisòlid)     | CombiDerm® |